# Polyhymnia (planetka)
(33) Polyhymnia je planetka nacházející se v hlavním pásu asteroidů. Její průměr činí asi 65 km. Byla objevena 28. října 1854 francouzským astronomem J. Chacornacem.